# Lamine Yamal
Lamine Yamal Nasraoui Ebana (sinh ngày 13 tháng 7 năm 2007) là một cầu thủ bóng đá chuyên nghiệp người Tây Ban Nha hiện đang thi đấu ở vị trí tiền đạo cánh cho câu lạc bộ La Liga Barcelona và đội tuyển bóng đá quốc gia Tây Ban Nha. Nổi tiếng nhờ lối chơi giàu kỹ thuật, tốc độ, khả năng xử lý bóng hoàn hảo, khả năng tạo cơ hội xuất sắc, khả năng sút xa siêu hạng và nhãn quan chiến thuật tốt, anh được đánh giá là một trong những cầu thủ xuất sắc nhất thế giới trong thế hệ của mình.
Trưởng thành tại lò đào tạo La Masia, Yamal có lần đầu tiên được đôn lên vào đội hình chính của Barcelona ở mùa giải 2023–24. Anh trở thành cầu thủ trẻ nhất được đề cử danh hiệu Quả bóng vàng và cũng giành được cúp Kopa vào năm 2024. Trong mùa giải tiếp theo, Yamal là thành viên chủ chốt đưa đội bóng giành cú ăn ba quốc nội gồm La Liga, Copa del Rey và Supercopa de España, qua đó được rất nhiều giới chuyên môn và cầu thủ dành những lời khen ngợi.
Yamal đã từng trải qua nhiều cấp độ trẻ của đội tuyển Tây Ban Nha, và anh đã có trận ra mắt chuyên nghiệp trong màu áo đội tuyển quốc gia vào năm 2023. Anh đại diện cho đất nước tham dự UEFA Euro 2024, nơi anh không những đưa đội tuyển lên ngôi vô địch mà còn xô đổ hàng loạt kỷ lục cho cá nhân anh, và đồng thời còn được trao tặng danh hiệu Cầu thủ trẻ xuất sắc nhất giải đấu. Bên cạnh đó, anh còn tham dự UEFA Nations League 2025, nơi anh và các đồng đội cán đích ở vị trí á quân.

## Đầu đời
Lamine Yamal sinh ra trong một gia đình theo đạo Hồi tại Mataró ở khu vực đô thị Barcelona, Tây Ban Nha, với bố là người Maroc đến từ Larache, và mẹ là người Guinea Xích Đạo sinh ra ở Bata. Mẹ của anh, bà Sheila Ebana làm công việc bồi bàn ở một nhà hàng và bố Mounir Nasraoui là một thợ sơn nhà.
Bố mẹ anh ly thân khi anh lên ba, mặc dù cả hai vẫn ở bên anh trong suốt thời thơ ấu. Gia đình anh đã sống ở Mataró, nhưng vào thời điểm bố mẹ anh ly thân, mẹ của Yamal chuyển đến Granollers, nơi Yamal bắt đầu chơi bóng đá tại câu lạc bộ địa phương La Torreta khi mới bốn tuổi. Anh luân phiên đi lại giữa cả hai thành phố để dành thời gian cho cả bố và mẹ. Với cha mình ở Mataró, Yamal lớn lên ở Rocafonda, một khu phố được El País mô tả là "bị lãng quên, cô lập và bị kỳ thị"; anh ăn mừng bàn thắng bằng cách làm cử chỉ về số 304, ba chữ số cuối cùng của mã bưu chính địa phương 08304. Sau thành công của mình, việc anh phổ biến con số này đã được ghi nhận là mang lại niềm tự hào và sự công nhận cho cộng đồng tầng lớp lao động ở Rocafonda.
Lamine Yamal dành phần lớn thời gian của sự nghiệp cầu thủ trẻ ở Barcelona. Vào năm sáu tuổi, Yamal đã được Barcelona để mắt tới và được mời tham gia các buổi đào tạo tại La Masia, đồng thời ký hợp đồng với câu lạc bộ vào năm 2014, cuối cùng được đưa đến Barcelona để sinh sống và được đào tạo tại học viện.

## Sự nghiệp câu lạc bộ

### Barcelona
Trưởng thành qua các lò đào tạo trẻ của La Masia, Lamine Yamal sớm được coi là một trong những triển vọng tốt nhất của học viện. Trong khi được bổ sung vào đội Juvenil A chuẩn bị cho mùa giải 2022–23, Lamine Yamal được lựa chọn bởi huấn luyện viên Xavi để tập luyện cùng đội một cùng với các cầu thủ trẻ khác vào đầu tháng 9 năm 2022. Trong khi vẫn chưa ký hợp đồng chuyên nghiệp đầu tiên với câu lạc bộ, anh dường như là một trong những cầu thủ gây ấn tượng nhất với huấn luyện viên người Catalunya. Lamine Yamal ra mắt đội 1 vào ngày 29 tháng 4 năm 2023, vào sân thay cho Gavi ở phút thứ 83 của chiến thắng 4–0 trước Real Betis tại  La Liga, trở thành cầu thủ trẻ nhất từng ra sân cho đội một Barcelona khi mới 15 tuổi, 9 tháng và 16 ngày. Trong trận đấu, anh đã tung ra một cú sút nhưng bị cản phá bởi cựu thủ môn Barcelona, Claudio Bravo. Vào ngày 14 tháng 5 năm 2023, anh đã giành được danh hiệu đầu tiên với câu lạc bộ, chức vô địch La Liga 2022–23.

## Sự nghiệp quốc tế
Lamine Yamal là cầu thủ trẻ đại diện cho Tây Ban Nha trên đấu trường quốc tế. Năm 2021, anh thi đấu 4 trận và ghi được 1 bàn thắng cho U-16 Tây Ban Nha.
Năm 2022, anh cũng thi đấu cho U-15 Tây Ban Nha.
Năm 2023, anh đại diện cho đội tuyển U-17 Tây Ban Nha tại Giải vô địch bóng đá U-17 châu Âu 2023, nơi họ lọt vào vòng bán kết còn Lamine Yamal ghi được 4 bàn thắng trong 5 lần ra sân.
Vào đầu tháng 9 năm 2023, Lamine Yamal lần đầu tiên được triệu tập lên đội tuyển quốc gia Tây Ban Nha chuẩn bị cho trận đấu gặp Gruzia và Síp trong khuôn khổ vòng loại Euro 2024. Vào ngày 8 tháng 9, Lamine Yamal ra mắt và ghi bàn thắng đầu tiên của mình cho đội tuyển quốc gia Tây Ban Nha trong chiến thắng 7-1 trước Gruzia.
Tại UEFA Euro 2024, với việc được ra sân ngay từ đầu trong trận gặp Croatia, Yamal trở thành cầu thủ trẻ tuổi nhất tham dự giải đấu ở tuổi 16 và 338 ngày, phá vỡ kỷ lục của Kacper Kozłowski. Với những đóng góp lớn xuyên suốt giải đấu trong hành trình đưa đội tuyển Tây Ban Nha lên ngôi vô địch, bao gồm cả bàn thắng vào lưới đội tuyển Pháp ở trận bán kết, anh đã được bầu chọn là Cầu thủ trẻ xuất sắc nhất giải đấu.

## Phong cách thi đấu
Là một tiền đạo thuận chân trái với khả năng rê bóng, chuyền bóng và ghi bàn tuyệt vời, Lamine Yamal có thể chơi ở vị trí tiền đạo trung tâm, tiền vệ tấn công hoặc tiền đạo cánh, chủ yếu bên cánh phải.
Với kỹ thuật của mình, Lamine Yamal sớm được so sánh với thần tượng người Argentina, Lionel Messi, giống như nhiều học viên ở lò La Masia trước đây, mà còn cho ngôi sao mới của Barcelona, Ansu Fati.
Người truyền cảm hứng và thần tượng của Lamine Yamal là Neymar. 

## Thống kê sự nghiệp

### Câu lạc bộ
Tính đến 26 tháng 5 năm 2025.
| Câu lạc bộ          | Mùa giải            | Giải đấu            | Giải đấu | Giải đấu | Copa del Rey | Copa del Rey | Châu Âu | Châu Âu | Khác | Khác | Tổng cộng | Tổng cộng |
| Câu lạc bộ          | Mùa giải            | Hạng đấu            | Trận     | Bàn      | Trận         | Bàn          | Trận    | Bàn     | Trận | Bàn  | Trận      | Bàn       |
| ------------------- | ------------------- | ------------------- | -------- | -------- | ------------ | ------------ | ------- | ------- | ---- | ---- | --------- | --------- |
| Barcelona B         | 2022–23             | Primera Federación  | 1        | 0        | —            | —            | —       | —       | 2    | 0    | 3         | 0         |
| Barcelona           | 2022–23             | La Liga             | 1        | 0        | 0            | 0            | 0       | 0       | 0    | 0    | 1         | 0         |
| Barcelona           | 2023–24             | La Liga             | 37       | 5        | 1            | 1            | 10      | 0       | 2    | 1    | 50        | 7         |
| Barcelona           | 2024–25             | La Liga             | 35       | 9        | 5            | 2            | 13      | 5       | 2    | 2    | 55        | 18        |
| Barcelona           | Tổng cộng           | Tổng cộng           | 73       | 14       | 6            | 3            | 23      | 5       | 4    | 3    | 106       | 25        |
| Tổng cộng sự nghiệp | Tổng cộng sự nghiệp | Tổng cộng sự nghiệp | 74       | 14       | 6            | 3            | 23      | 5       | 6    | 3    | 109       | 25        |

1. ↑  Số lần ra sân tại Primera Federación play-offs
2. 1 2  Số lần ra sân tại UEFA Champions League
3. 1 2  Số lần ra sân tại Supercopa de España

### Quốc tế
Tính đến 10 tháng 6 năm 2025
| Đội tuyển quốc gia | Năm       | Trận | Bàn |
| ------------------ | --------- | ---- | --- |
| Tây Ban Nha        | 2023      | 4    | 2   |
| Tây Ban Nha        | 2024      | 13   | 1   |
| Tây Ban Nha        | 2025      | 4    | 3   |
| Tổng cộng          | Tổng cộng | 21   | 6   |

### Bàn thắng quốc tế
Tính đến 9 tháng 7 năm 2024.
Tỷ số và kết quả liệt kê bàn thắng đầu tiên của Tây Ban Nha, cột điểm cho biết điểm số sau mỗi bàn thắng của Yamal.
| # | Thời gian            | Địa điểm                                      | Trận | Đối thủ | Ghi bàn | Kết quả              | Giải đấu                                |
| - | -------------------- | --------------------------------------------- | ---- | ------- | ------- | -------------------- | --------------------------------------- |
| 1 | 8 tháng 9 năm 2023   | Boris Paichadze Dinamo Arena, Tbilisi, Gruzia | 1    | Gruzia  | 7–1     | 7–1                  | Vòng loại UEFA Euro 2024                |
| 2 | 16 tháng 11 năm 2023 | Sân vận động Alphamega, Limassol, Síp         | 3    | Síp     | 1–0     | 3–1                  | Vòng loại UEFA Euro 2024                |
| 3 | 9 tháng 7 năm 2024   | Allianz Arena, Munich, Đức                    | 13   | Pháp    | 1–1     | 2–1                  | UEFA Euro 2024                          |
| 4 | 23 tháng 3 năm 2025  | Sân vận động Mestalla, Valencia, Tây Ban Nha  | 19   | Hà Lan  | 3–2     | 3–3 (s.h.p.) (5–4 p) | UEFA Nations League 2024–25             |
| 5 | 5 tháng 6 năm 2025   | MHPArena, Stuttgart, Đức                      | 20   | Pháp    | 3–0     | 5–4                  | Vòng chung kết UEFA Nations League 2025 |
| 6 | 5 tháng 6 năm 2025   | MHPArena, Stuttgart, Đức                      | 20   | Pháp    | 5–1     | 5–4                  | Vòng chung kết UEFA Nations League 2025 |

## Danh hiệu
Barcelona
- La Liga: 2022–23,[34] 2024–25[35]
- Copa del Rey: 2024–25[36]
- Supercopa de España: 2025[37]

Tây Ban Nha
- UEFA European Championship: 2024[38]
- UEFA Nations League: á quân 2024–25

Cá nhân
- Golden Boy: 2024
- Kopa Trophy: 2024
- Cầu thủ trẻ xuất sắc nhất Euro: 2024